# 鲁迪·拉克
鲁迪·拉克（/ˈrʌkər/，全名鲁道夫·冯·比特尔·拉克，1946年3月22日—）是一位德裔美国数学家、计算机科学家和科幻小说作家，是赛博朋克这一艺术类型的奠基者之一。